# Szafranki (powiat suwalski)
Szafranki – wieś w Polsce położona w województwie podlaskim, w powiecie suwalskim, w gminie Filipów.
Wieś królewska starostwa niegrodowego filipowskiego położona była w końcu XVIII wieku w powiecie grodzieńskim województwa trockiego. W latach 1975–1998 miejscowość należała administracyjnie do województwa suwalskiego.